# Barcaldine, Queensland
Barcaldine är en ort i Australien. Den ligger i kommunen Barcaldine och delstaten Queensland, omkring 890 kilometer nordväst om delstatshuvudstaden Brisbane. Antalet invånare var 1 422 vid folkräkningen 2016.
Trakten runt Barcaldine är nära nog obefolkad, med mindre än två invånare per kvadratkilometer.. Det finns inga andra samhällen i närheten.
Omgivningarna runt Barcaldine är i huvudsak ett öppet busklandskap. Genomsnittlig årsnederbörd är 515 millimeter. Den regnigaste månaden är februari, med i genomsnitt 127 mm nederbörd, och den torraste är april, med 7 mm nederbörd.